# Bagha chal
El Bagha chal és un joc de tauler popular als països muntanyencs del nord de l'Índia i Himàlaia. El seu origen sembla que es troba al Nepal, tot i això també es juga al Tibet.
És un joc de dos jugadors, on un porta quatre tigres i l'altre vint cabres. Els tigres intenten menjar-se cinc cabres (llavors guanya el tigre) saltant-hi per sobre i les cabres intenten aconseguir que els tigres no puguin moure's (llavors guanya la cabra). Cada jugador pot fer només un moviment en cada torn, per damunt de les línies del tauler. Els els tigres només poden saltar per damunt de les cabres (no d'ells mateixos). Les cabres no poden saltar.

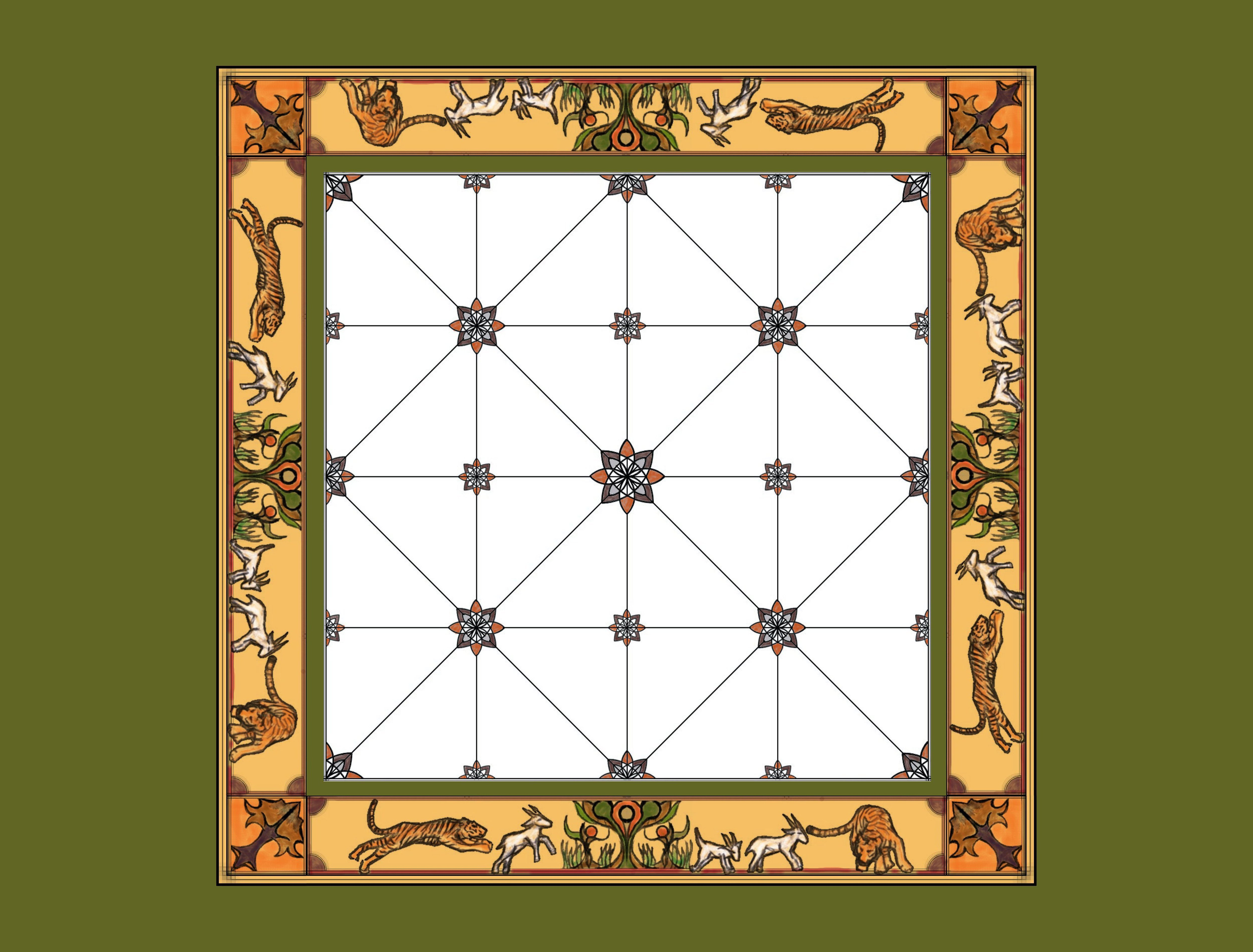
Bagha-chal

Posició de partida :
|  |  |  |  |  |
|  |  |  |  |  |
|  |  |  |  |  |
|  |  |  |  |  |
|  |  |  |  |  |